# 百纳彝族乡
百纳彝族乡是中华人民共和国贵州省毕节市大方县下辖的一个民族乡。

## 行政区划
百纳彝族乡下辖以下村级行政区划单位：
百纳社区、新华村、龙坪村、龙峰村、鸭院村和龙竹村。